# Virtus Pallacanestro Bologna 2019-2020 (femminile)
Questa voce raccoglie le informazioni riguardanti la Virtus Pallacanestro Bologna femminile nelle competizioni ufficiali della stagione 2019-2020.

## Stagione
La stagione 2020-2021 della Virtus Bologna femminile, sponsorizzata Segafredo, è stata la prima che ha disputato in Serie A1 femminile.
Dopo la settima giornata viene esonerato l'allenatore Giancarlo Giroldi, sostituito da Andrea Liberalotto.

## Verdetti stagionali
- Serie A1: (19 partite)

stagione regolare: 13º posto su 14 squadre (5-14);

## Roster
|    | Naz.                   | Ruolo | Sportivo             | Anno | Alt. |  |       |
| -- | ---------------------- | ----- | -------------------- | ---- | ---- |  | ----- |
| 2  | Italia (bandiera)      | A     | Milica Mićović       | 1984 | 182  |  |       |
| 3  | Italia (bandiera)      | G     | Rae Lin D'Alie       | 1987 | 159  |  |       |
| 6  | Croazia (bandiera)     | AC    | Ana-Marija Begić     | 1994 | 191  |  |       |
| 7  | Italia (bandiera)      | G     | Elisabetta Tassinari | 1994 | 174  |  |       |
| 8  | Spagna (bandiera)      | PG    | Ángela Salvadores    | 1997 | 178  |  |       |
| 11 | Italia (bandiera)      | A     | Alessandra Tava      | 1991 | 183  |  |       |
| 12 | Italia (bandiera)      | G     | Alessia Cabrini      | 1996 | 178  |  |       |
| 13 | Italia (bandiera)      | G     | Sofia Tartarini      | 2001 | 168  |  |       |
| 14 | Italia (bandiera)      | A     | Giovanna Martines    | 2000 | 180  |  |       |
| 20 | Stati Uniti (bandiera) | C     | Isabelle Harrison    | 1993 | 190  |  | [ 3 ] |
| 25 | Italia (bandiera)      | AC    | Jomanda Rosier       | 1989 | 184  |  |       |
| 42 | Stati Uniti (bandiera) | AC    | Kaylon Williams      | 1992 | 189  |  |       |
| 50 | Italia (bandiera)      | PG    | Simona Cordisco      | 1992 | 173  |  |       |